# Actinopus pusillus
Actinopus pusillus es una especie de araña del género Actinopus, familia Actinopodidae. Fue descrita científicamente por Mello-Leitão en 1920.
Se distribuye por Brasil, Francia y Madagascar. La especie se mantiene activa durante los meses de enero, febrero, marzo, mayo, octubre y noviembre.